# Biblioteca nacional

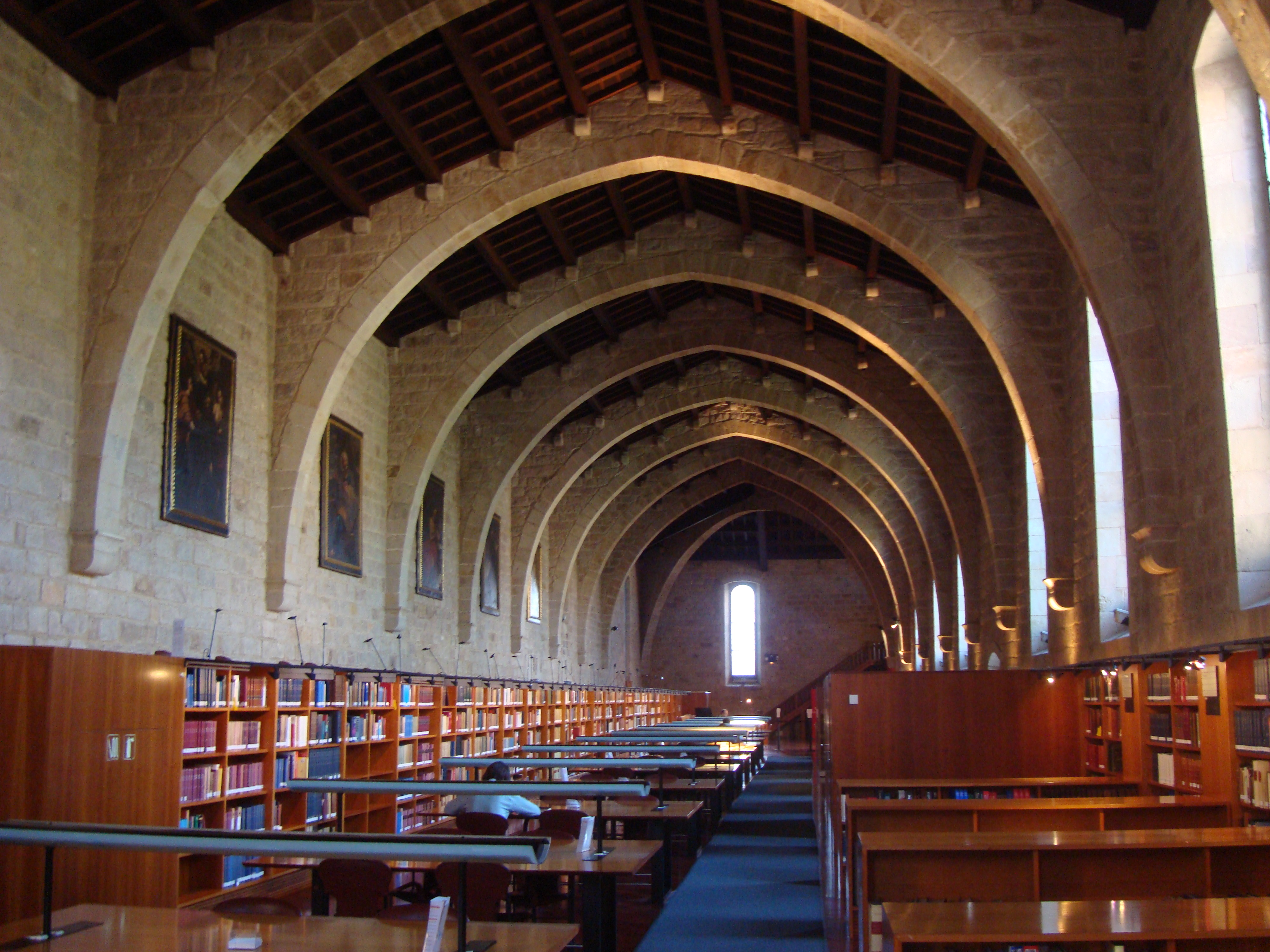
Vista de la Biblioteca Nacional de Catalunya, a Barcelona.

Una biblioteca nacional és la institució on es diposita, recull, preserva i difon el patrimoni bibliogràfic (llibres, diaris, revistes, fulletons, enregistraments, etc.) d'un país. A diferència d'una biblioteca pública, aquesta està integrada per col·leccions úniques i històriques d'accés restringit al públic en general. Conté, per exemple, primeres edicions d'obres històriques. A diferència d'un Arxiu Nacional, no guarda els documents administratius, legals o col·leccions d'institucions públiques o particulars.
Com a custodi del patrimoni d'una nació, en la majoria dels casos per llei, certa quantitat d'exemplars de les obres impreses o produïdes a altres suports al país s'han de dipositar a la biblioteca nacional. Aquesta mesura, coneguda com a dipòsit legal, també serveix per registrar i constatar els drets d'autor. El dipòsit legal es va establir per primer cop a França el 1537 amb l'objectiu d'omplir les biblioteques reials, que més endavant esdevindrien biblioteques nacionals. Els fons de les Biblioteques nacionals també poden provenir de donacions de col·leccions privades.
Les biblioteques nacionals estan obligades a preservar i conservar el patrimoni bibliogràfic del país, per la qual cosa han de mantenir unes condicions òptimes de conservació, on s'inclouen les condicions ambientals (temperatura, ventilació, humitat, il·luminació...) i les condicions de seguretat (vigilància, accés restringit, sistemes contra-incendis...)
En el cas d'Amèrica i Espanya les seves respectives biblioteques nacionals es troben agrupades en l'Associació d'Estats Iberoamericans per al desenvolupament de les Biblioteques Nacionals d'Iberoamèrica (ABINIA, 1989).

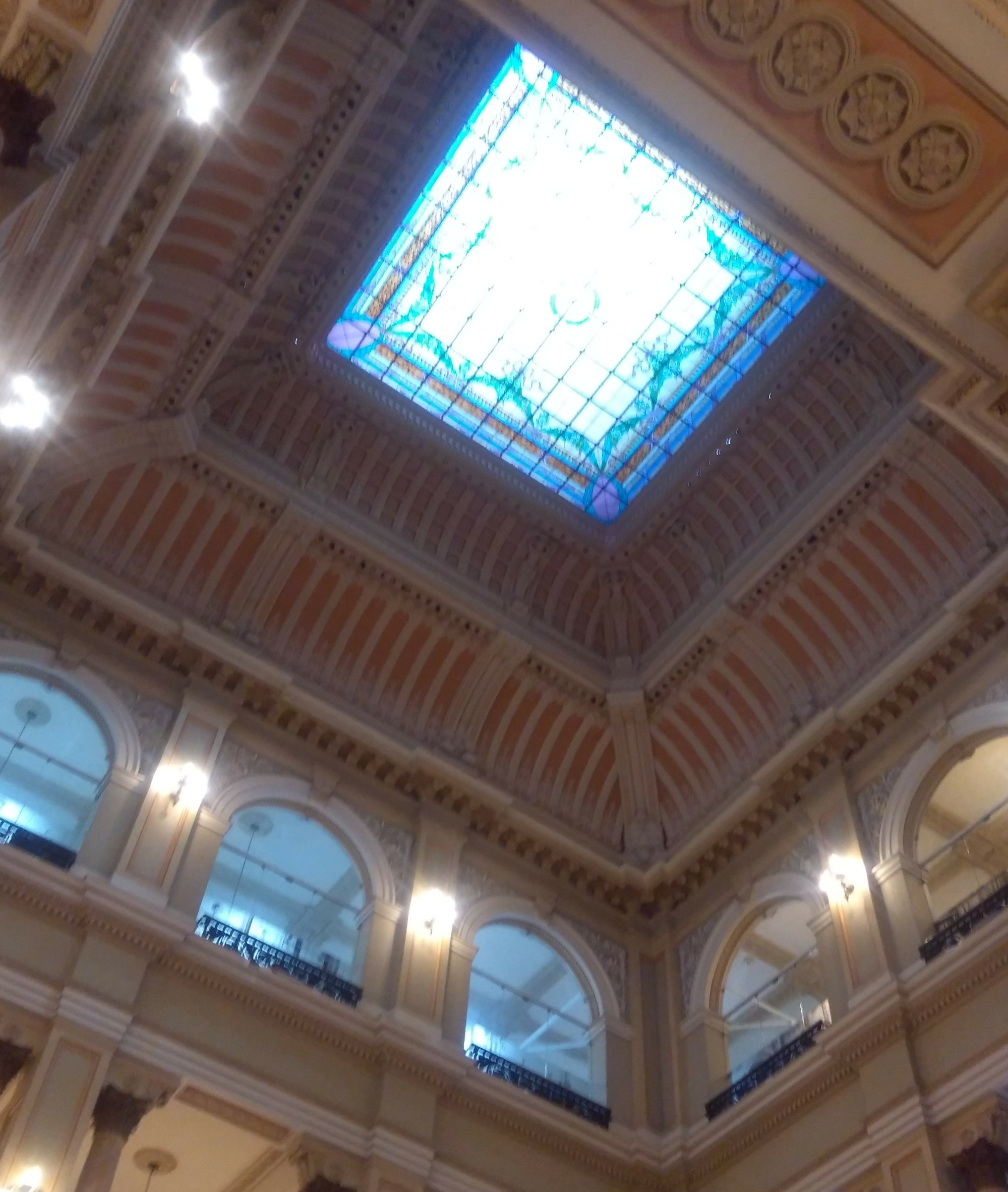
Vista de la Biblioteca Nacional del Brasil, a Rio de Janeiro.

The European Library (la Biblioteca Europea) és l'estament destinat a integrar les existències de les biblioteques nacionals europees.
Al voltant del 2012, el 42 % de les biblioteques nacionals que tenien lloc web en anglès utilitzaven tecnologies de la Web 2.0.

## Orígens
Les primeres biblioteques nacionals van tenir els seus orígens a les col·leccions reials del sobirà o d'algun altre cos suprem dels estats.
Un dels primers plans per als edificis de les biblioteques nacionals va ser ideat pel matemàtic anglès John Dee, que el 1556 va presentar a Maria I d'Anglaterra un pla visionari per a la conservació de llibres, manuscrits i registres antics i la fundació d'una biblioteca nacional, però la seva proposta no es va dur a terme.